# هاله (علم ماوراء)
در معنویت عصر جدید، هاله یا میدان انرژی انسان میدانی از پرتوهای رنگی است که به گفتهٔ برخی، انسان یا اشیاء را دربر گرفته‌ است. در برخی محافل هاله به عنوان جسم نامحسوس تعریف می شود. افراد دارای علم غیب و اطبای حوزه پزشکی کل نگر ادعا می کنند که توانایی دیدن اندازه، رنگ و نوع ارتعاشات یک هاله را دارند.
در پزشکی جایگزین عصر جدید، هاله انسان همانند یک آناتومی پنهان پنداشته شده که بر سلامت یک بیمار تاثیر گذار است و شامل مراکز نیرویی حیاتی، تحت عنوان چاکرا می باشد. این ادعا ها با شواهد علمی پشتیبانی نمی شوند و در واقع جزئی از شبه علم به شمار می آیند. در آزمایش های علمی انجام شده توانایی دیدن و وجود هاله به اثبات نرسیده است.
شک‌گرایانی چون رابرت تاد کارول استدلال می‌کنند که ممکن است احساس کردن هاله توسط مردم به دلیل پدیده‌های درون مغزی چون حس‌آمیزی، صرع، میگرن، یا تأثیر مواد روان‌گردان همچون ال‌اس‌دی باشد. از دلایل احتمالی دیگر می‌توان به اختلال درونی در دستگاه بینایی اشاره کرد که موجب تحریک بینایی می‌شود. خستگی چشم نیز می‌تواند باعث ایجاد هاله شود که گاهی آن را پیش‌درآمد یا علامت هشدار دهنده می‌نامند.
تلاش برای اثبات وجود هاله بارها با شکست روبرو شده‌است. به عنوان مثال، افراد قادر نیستند هاله‌ها را در تاریکی ببینند، یا در آزمایش‌های کنترل‌شده، هنگامی که نمای شخص توسط مانع دیگری غیرقابل تشخیص شده است، افراد هرگز قادر نبوده‌اند از طریق هاله آن‌ها را شناسایی کنند.

## پیشینه
مفهوم هاله برای اولین بار توسط چارلز وبستر لیدبیتر اشاعه داده شد. چارلز وبستر لیدبیتر یک کشیش اسبق کلیسای انگلستان و همچنین عضو انجمن تئوسوفی بود. لیدبیتر تئوسوفی را در هندوستان آموخته بود و باور داشت که توانایی انجام تحقیقات علمی را با استفاده از قدرت های روشن بینی خود دارد. او ادعا داشت که کشف کرده است اغلب نژادهای انسانی از طریق سیاره مریخ به زمین آمده اند و در نهایت به سیاره عطارد نقل مکان خواهند کرد و نژادهای برتر و پیشرفته تر انسانی(که لیدبیتر خود و اغلب تئوسوفیان را در این دسته قرار میداد)، از ماه به زمین آمده اند. همچنین او ادعا داشت اتم های هیدروژن از شش ذره که درون جسمی تخم مرغی شکل احاطه شده اند، ساخته شده است. او در کتابش با عنوان Man Visible and Invisible (انسان آشکار و نامرئی) که در سال 1903 به چاپ رسید، هاله را در مراحل مختلف سیر معنوی انسان از "وحشی" به "قدیس"، ترسیم نمود. لیدبیتر در سال 1910 تصور مدرن هاله را با به کارگیری مفهوم تانترا در چاکرا، در کتابش با عنوان Inner Life (حیات درونی) معرفی کرد. اما لیدبیتر صرفا عقاید تانترایی را به جامعه غرب ارائه نکرد، او این مفاهیم را با ترکیب عقاید شخصی خویش و بدون اظهار منابع آن، بازسازی و باز تفسیر کرد. در برخی از نوآوری های لیدبیتر، چاکرا ها تحت عنوان حلقه هایی از انرژی  که هر کدام به غده، ارگان و دیگر اعضای بدن مرتبط هستند، تعریف شده اند.

## انرژی در بدن
انرژی‌های هاله با نامهای مختلفی از جمله «چی» یا «شی» در چین، «پرانا» در هند، «کی» در ژاپن نامیده می‌شود. «کی» یکی از دو بخش انرژی ریکی (ری _ کی) است. یکی از ویژگی‌های ریکی این است که هم‌زمان بر تمام سطوح انرژی‌های انسان تأثیر می‌گذارد و همه ابعاد وجودی انسان را متعادل می‌کند.
شناخت هاله به عنوان بخشی از وجود ما می‌تواند اطلاعات کاملتری از ابعاد ماورایی انسان را در اختیار ما قرار دهد و ما را بیش از پیش به شناخت خود رهنمون گرداند، با شناخت پیچیدگی‌های وجود خود بیشتر به عظمت، قدرت و توانایی‌های خود پی خواهیم برد.
هاله انسان به‌طور طبیعی در شب و هنگام خواب شارژ می‌شود و انرژی جذب می‌کند و در طول روز این انرژی مصرف می‌شود.

## آزمایش‌ها
آزمایش اثبات توانایی افراد واسطه‌ای (سایکیک) که مدعی مشاهدهٔ تجلی هاله بوده‌اند بارها با شکست روبرو شده‌است.
در یک آزمایش افرادی در اتاقی تاریک قرار داده شدند و از واسطه (سایکیک) خواستند عنوان کند چند هاله را می‌تواند ببیند. در پایان، تنها چند مورد تصادفی جواب صحیح داده شد.
شناسایی هاله چندین بار در تلویزیون‌های انگلیسی زبان آزمایش شده‌است. در یک آزمایش، فردی که مدعی هاله‌بینی بود در یک سوی اتاق ایستاده بود و در سوی دیگر، پشت دیواره‌ای مات، چندین ردیف قرار داشت که درون آن ممکن بود انسانی واقعی یا مانکن باشد. هاله‌بین نتوانست ردیف‌های شامل مانکن را تشخیص دهد و به اشتباه عنوان کرد که درون همهٔ آن‌ها انسان است.